# Nguyễn Thanh Nhàn
Nguyễn Thanh Nhàn (sinh 28 tháng 7 năm 2003) là một cầu thủ bóng đá chuyên nghiệp người Việt Nam hiện đang thi đấu ở vị trí tiền đạo cho câu lạc bộ PVF–CAND tại V.League 2 và đội tuyển U-23 Việt Nam.

## Đầu đời
Nguyễn Thanh Nhàn bắt đầu sự nghiệp bóng đá tại các giải thiếu nhi tại Tây Ninh. Năm 2013, khi mới 10 tuổi, Thanh Nhàn đã trúng tuyển vào Trung tâm đào tạo bóng đá trẻ PVF nhưng vì còn quá nhỏ, cha mẹ không muốn cho anh đi xa nên đã từ chối cho anh gia nhập PVF. Chỉ sau đó 1 năm, Thanh Nhàn đã trúng tuyển vào lớp năng khiếu bóng đá của tỉnh Tây Ninh. Sau màn trình diễn tại giải U-17 Quốc gia 2019 cùng U-17 Tây Ninh, anh được giám đốc kỹ thuật của PVF là Philippe Troussier để ý và anh đã gia nhập PVF ngay sau đó. Thanh Nhàn giành chức vô địch đầu tiên cùng PVF tại giải U-17 quốc gia 2020, cá nhân anh cũng có 5 bàn thắng cho riêng mình. Thanh Nhàn cùng PVF đã có được 2 chức vô địch giải U-19 Quốc gia liên tiếp, cá nhân anh cũng đạt được danh hiệu cầu thủ xuất sắc nhất giải vào năm 2021 với 7 bàn thắng.

## Sự nghiệp câu lạc bộ

### Phố Hiến/PVF-CAND
Năm 2022, Nguyễn Thanh Nhàn được ban huấn luyện Phố Hiến điền tên vào danh sách tham dự Giải bóng đá Hạng Nhất Quốc gia 2022. Ngay mùa giải đầu tiên khoác áo đội một, Thanh Nhàn đã có được 10 bàn thắng sau 20 lần ra sân, trở thành vua phá lưới giải đấu, là nhân tố chính giúp câu lạc bộ giành vị trí thứ 5.
Mùa giải 2023, Thanh Nhàn tiếp tục giữ vững phong độ dù vắng mặt giai đoạn đầu mùa vì chấn thương. Anh ghi 2 bàn ở Cúp Quốc gia 2023, góp phần giúp PVF-CAND lần đầu tiên trong lịch sử lọt vào bán kết trước khi bị Đông Á Thanh Hóa loại. Tại V.League 2, Thanh Nhàn ghi 10 bàn như mùa giải trước, qua đó trở thành vua phá lưới mùa thứ 2 liên tiếp và giúp PVF-CAND cán đích ở vị trí thứ hai trên bảng xếp hạng.

## Sự nghiệp quốc tế

### Đội tuyển trẻ
Năm 2023, Thanh Nhàn được triệu tập vào đội tuyển U-20 Việt Nam tham dự Cúp bóng đá U-20 châu Á. Anh không có được bàn thắng nào sau 3 trận đấu và thất bại trong việc giúp U-20 Việt Nam vượt qua vòng bảng. Chỉ sau đó 3 tháng, Thanh Nhàn đã được triệu tập vào đội tuyển U-22 Việt Nam tham dự Đại hội Thể thao Đông Nam Á 2023. Thanh Nhàn cũng không ghi được bàn thắng nào và cùng U-22 Việt Nam giành huy chương đồng.
Vào ngày 21 tháng 11 năm 2023, Thanh Nhàn chính thức ra mắt đội tuyển quốc gia Việt Nam trong trận đấu với đội tuyển Iraq thuộc khuôn khổ vòng loại thứ hai World Cup 2026 khu vực châu Á. Vào tháng 12, anh được huấn luyện viên trưởng đội tuyển Philippe Troussier điền tên vào đội hình sơ bộ tham dự Asian Cup 2023 nhưng sau đó rút lui vì chấn thương.

## Danh hiệu

### Câu lạc bộ
Trung tâm đào tạo bóng đá trẻ PVF
- Huy chương đồng Giải bóng đá Vô địch U-15 Quốc gia:  2017
- Giải bóng đá Vô địch U-17 Quốc gia: 2020
- Giải bóng đá Vô địch U-19 Quốc gia: 2020, 2021
- Huy chương đồng Giải bóng đá Vô địch U-21 Quốc gia:  2021

### U-23 Việt Nam
- Huy chương đồng SEA Games:  2023

### Cá nhân
- Cầu thủ xuất sắc nhất Giải bóng đá Vô địch U-19 Quốc gia: 2021
- Vua phá lưới Giải bóng đá Hạng Nhất Quốc gia: 2022,2023